# Хуруфизъм
Хуруфизмът (от арабски: حروفية – хуруфия) е течение в суфизма, разпространило се в западните части на Иран и в Мала Азия в края на 14 век.
В основата му е повлияната от кабализма идея, че ключът към разбирането на Корана е в тълкуването на значението и съотношенията между отделните букви, които го съставят. Хуруфиите са пантеисти, смятат, че Бог се проявява във всяка част на видимия свят, като човешкото лице е най-съвършеното въплъщение на божествената форма.
Основоположник на хуруфизма е Фазлуллах Астарабади, който е силно повлиян от суфистки учители, като Ал Халадж и Руми. Той изгражда своето учение в двора на Джалаиридите в Тебриз, където намира много последователи. Астарабади е екзекутиран от Мираншах, син на Тимур, а последвалото голямо въстание на хуруфиите в Азербайджан е потушено от властите.
След това хуруфизмът продължава да съществува, като оказва голямо влияние върху философията и богословието на бекташите в Османската империя. Негови продължители са автори като Имадеддин Насими, Али ул-Ала, Сурури, Хагиги, Махмуд Пасихани Гилани. Повлияни от хуруфизма са също Ниязи Мисри, Фузули, Хабиби, Хатаи (Исмаил I), Рушани.